# Fabio Francini
Fabio Francini (San Marino, 6 marzo 1969) è un ex calciatore sammarinese, di ruolo centrocampista.

## Carriera

### Club
Nel 1987 esordisce in prima squadra, gioca in prima categoria con la Juvenes fino al 1988.Passa per una stagione (1989-90) al Bellaria in promozione. Dal 1990 al 1995 gioca per la Santarcangiolese in eccellenza. Dal 1995 torna al Bellaria-Igea Marina in promozione e l'anno successivo milita nel campionato di eccellenza sempre a Bellaria-Igea Marina. Passa poi alla Juvenes/Dogana dove rimane fino al 1999. Dal 1999 al 2007 veste la maglia della Libertas. Nel 2007 passa alla Tre Pennee nel 2010 partecipa al secondo turno preliminare di Uefa League.

### Nazionale
Con la maglia del San Marino disputa tra il 1990 e il 1998 34 partite partecipando anche alla qualificazione all'europeo del 2000.